# Familia Mocioni
Mocioni (maghiară Mocsonyi, originar Mucioni) este o familie macedo-română, emigrată în Ungaria și în Banat la sfârșitul secolului XVII, din Moscopole, Macedonia.
Din familia Mocioni s-au remarcat de-a lungul timpului:
- Alexandru Mocioni (1841 - 1909) - scriitor, jurnalist, politician, deputat, compozitor;
- Andrei Mocioni (1812 - 1880) - politician;
- Anton Mocioni (1816 - 1890) - ofițer, deputat
- Anton Mocsony de Foen - (1882 - ) - ministru
- Eugeniu Mocioni (1844 - 1901) - deputat
- Ecaterina Mocioni (d.1878) - contesă de Foeni, Filantropistă.[1]
- Gheorghe Mocioni (1823 - 1901) - deputat
- Ion Mocsony-Stârcea (1909 - 1992) - mareșal al Curții Regale
- Petru Mocioni (1804 - 1858 - deputat al județului Torontal, asasinat
- Zeno Mocioni